# Musée d'ethnographie du Vietnam
 (juin 2016).
Si vous disposez d'ouvrages ou d'articles de référence ou si vous connaissez des sites web de qualité traitant du thème abordé ici, merci de compléter l'article en donnant les références utiles à sa vérifiabilité et en les liant à la section « Notes et références ».
Le musée d'ethnographie du Viêt Nam (en vietnamien : Bảo tàng dân tộc học Việt Nam) est situé sur une propriété d'environ 3,27 ha dans le district de Cầu Giấy à Hanoï au Viêt Nam,,,.

## Présentation
Le Musée d'ethnographie est un musée qui se concentre sur les 54 groupes ethniques vietnamiens officiellement reconnus. 
La proposition de construction du musée d'ethnographie a été approuvée le 14 décembre 1987. La cérémonie d’inauguration au public a eu lieu le 12 novembre 1997.

## Architecture
Le musée d’ethnographie a été conçu par l'architecte vietnamien Hà Đức Linh, membre de l’ethnie de Tày. L'ameublement a été conçu par l'architecte française Véronique Dollfus. 
Le musée consiste en 3 parties :

### L'espace d'exposition dans le bâtiment de Trống Đồng
L'espace d'exposition permanent présente 54 groupes ethniques vietnamiens selon une organisation thématique. Par exemple, au premier étage, les visiteurs peuvent les découvrir à travers leurs images, leurs habitats. Ensuite, ils continuent à connaître plus en détail des ethnies comme les Kinh où les Mường. Deux espaces d’exposition temporaire sont toujours renouvelés en fonction des thèmes d’exposition. Par exemple, en 2006, l’exposition « La vie pendant la période de l’économie planifiée à Hanoï (1975-1986) » a été présentée. En 2014 et 2015, le musée a mis en vedette les œuvres du photographe français Jean-Marie Duchage sur la vie et les gens des ethnies de Tay Nguyen durant les années 50. En outre, au deuxième étage, le musée présente d'autres minorités ethniques de tout le pays de façon scientifique. 

### L'espace d'exposition extérieur
C'est un jardin qui se compose de 10 œuvres folkloriques avec des architectures différentes 

### L'espace d’exposition d’Asie du Sud-Est
Construit en 2008 et inauguré le 30 décembre 2013 après six ans de construction et d’une superficie de 500 ha. Il aide les visiteurs à mieux découvrir les pays d’Asie du Sud-Est à travers des expositions. En décembre 2014, le musée a ouvert la salle d’exposition de peinture sur verre de l’Indonésie. Ensuite, deux galeries permanentes « Un aperçu asiatique » (en vietnamien : Một thoáng châu Á) et « Autour du monde » (en vietnamien : Vòng quanh thế giới) ont été inaugurées au 2e étage le 24 octobre 2015. Grâce à ces inaugurations, le musée continue à attirer les visiteurs désireux d'explorer des civilisations non seulement dans la région mais aussi dans le monde.
De plus, il y a des centres de recherche, des bibliothèques et des entrepôts pour conserver les pièces de collection.

## Pièces de collection
Le musée d’ethnographie conserve et expose de nombreuses pièces de collection des 54 groupes ethniques vietnamiens incluant 15 000 objets, 42 000 films (avec des images en couleur), 2 190 films positifs, 273 cassettes audio d’entretiens et de musique, 373 vidéos et 25 CD-Rom (en 2000). Les pièces de collection sont classées selon divers critères tels que l’origine ethnique, leurs fonctions, les vêtements, les bijoux, les outils agricoles, les engins de pêche, les armes, les articles ménagers, les instruments de musique, les croyances religieuses, les mariages, les funérailles et les activités spirituelles et sociales.
Pour servir pleinement les visiteurs, toutes les informations de l'exposition, ainsi que les légendes sont traduites en 3 langues: vietnamien, anglais et français. Le musée a également rédigé de nombreux dépliants présentant le contenu principal, en vietnamien, anglais, français, chinois, allemand, japonais ..., distribués gratuitement aux visiteurs.

## Directeurs
Premier directeur (de 1995 à 12/2006): professeur-associé,  Dr. Nguyen Van Huy, le plus jeune fils du défunt savant, défunt ministre de l'Éducation Nguyen Van Huyen. Directeur actuel: professeur-associé, Dr. Vo Quang Trong.

## Galerie

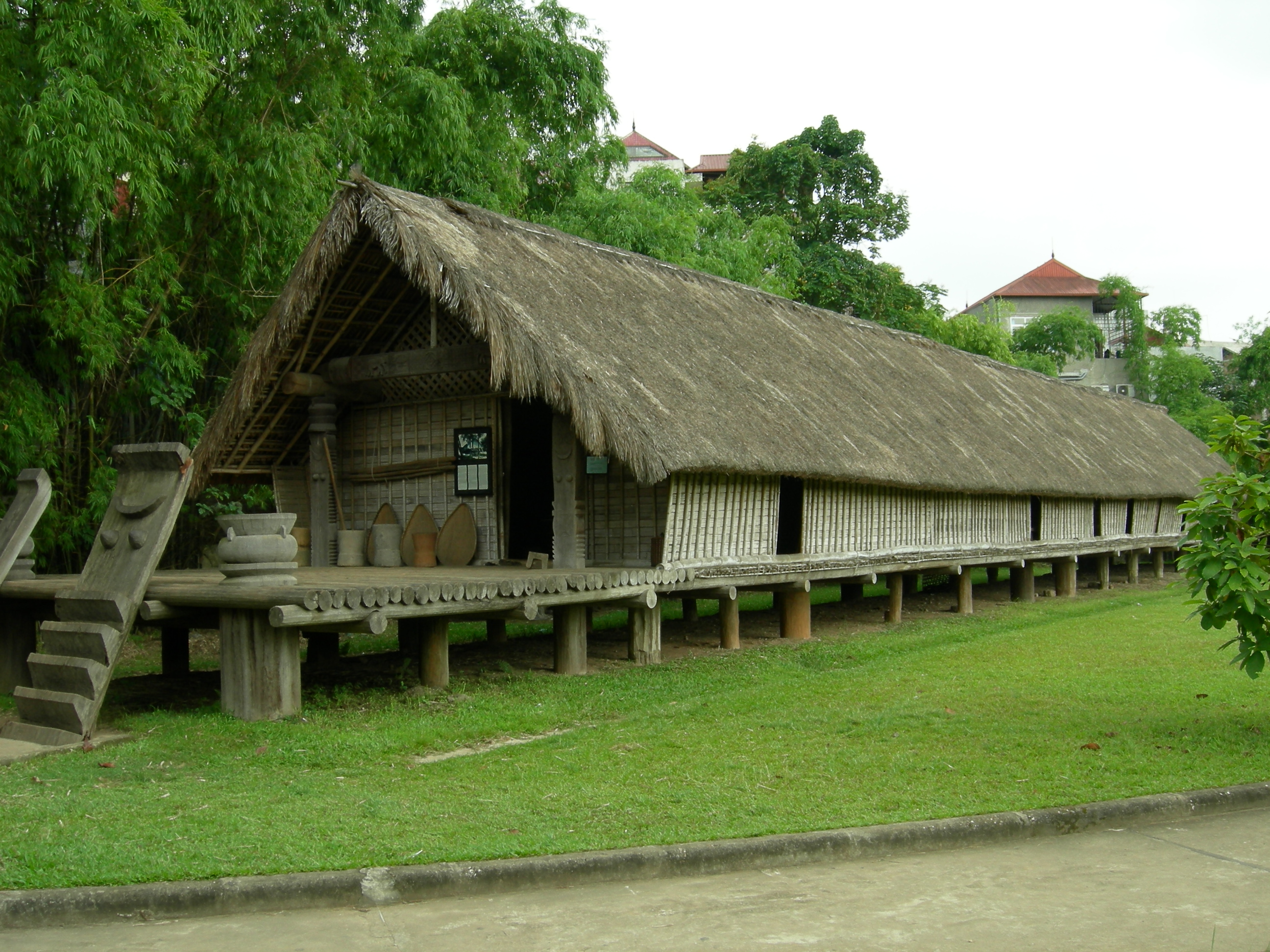
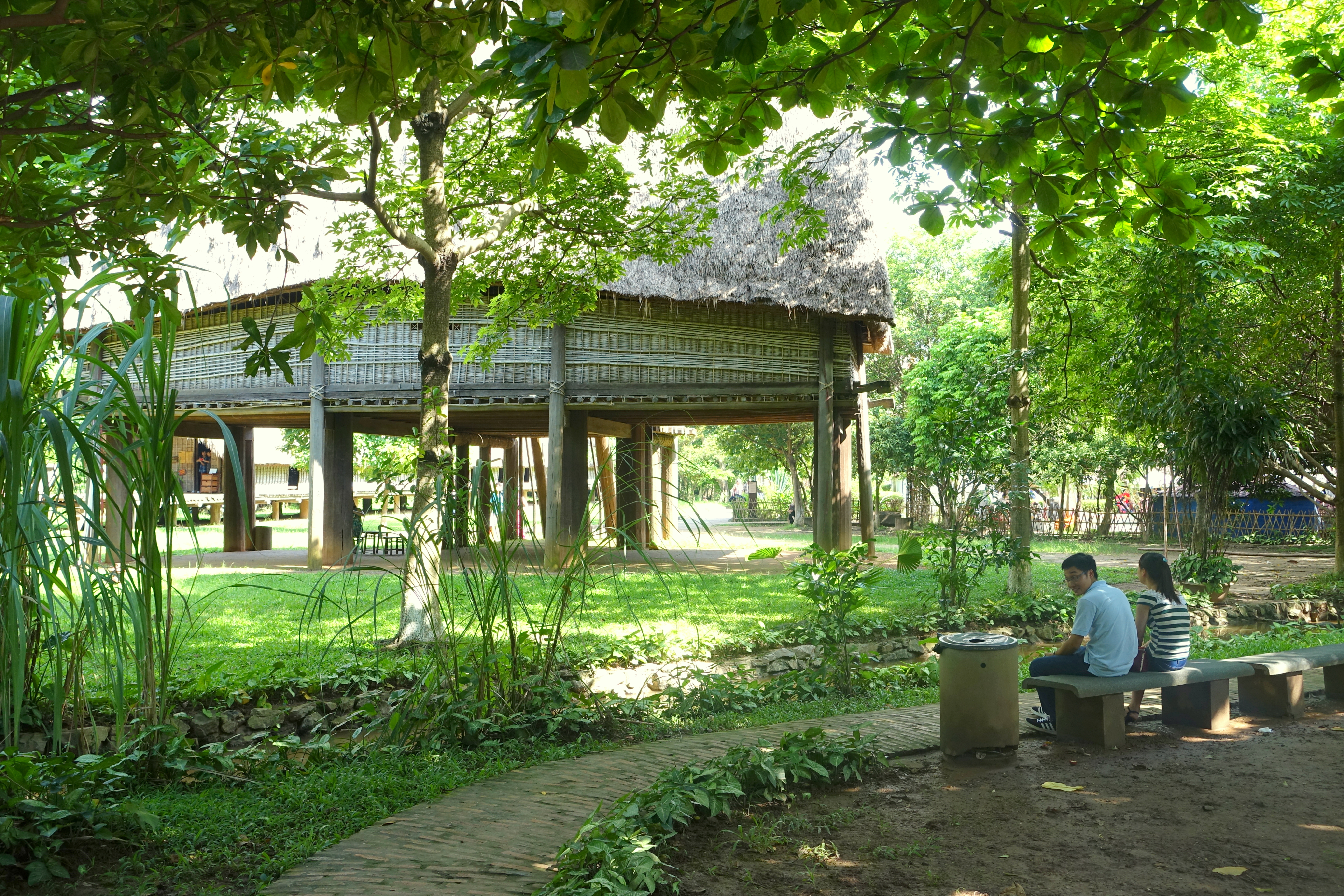
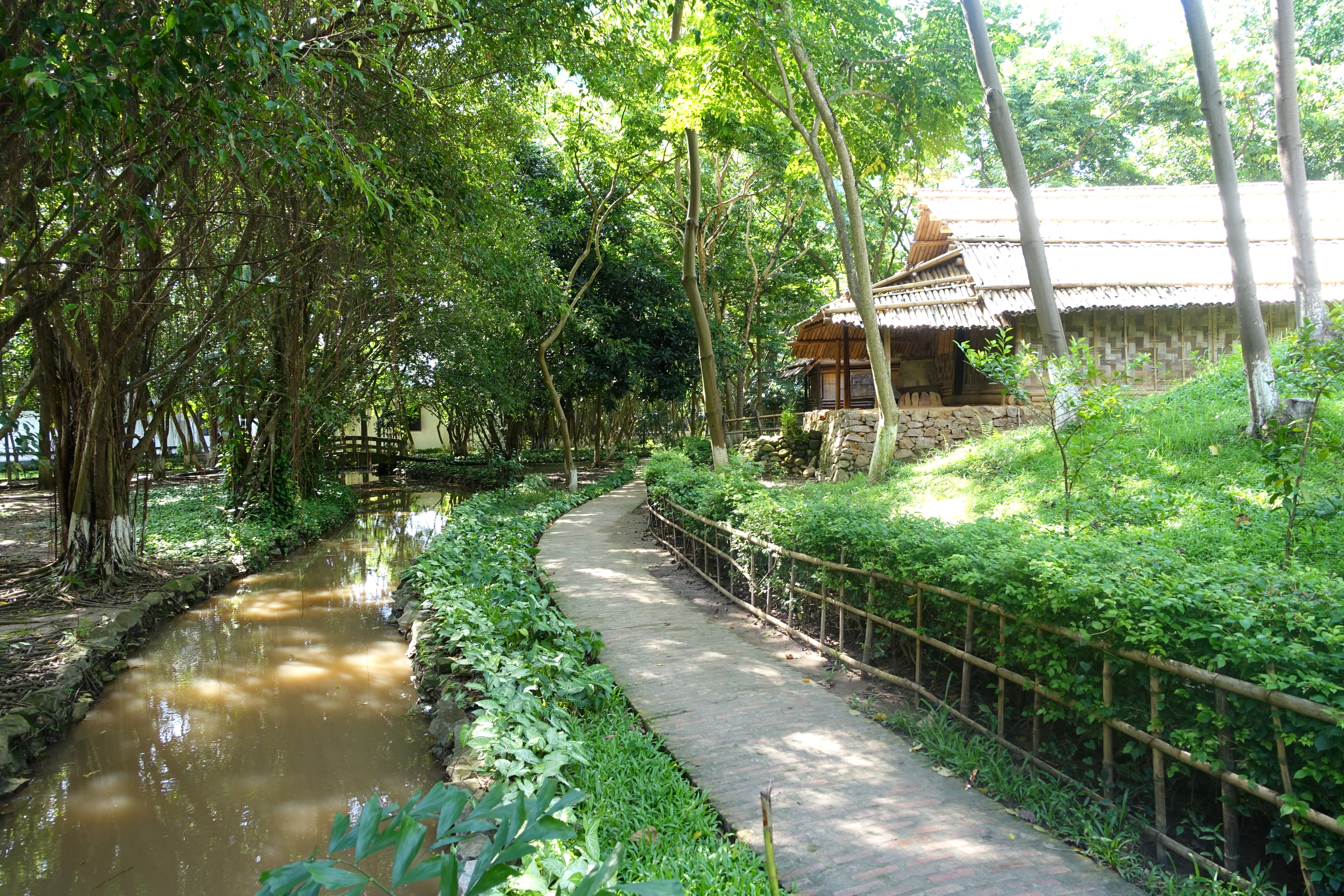
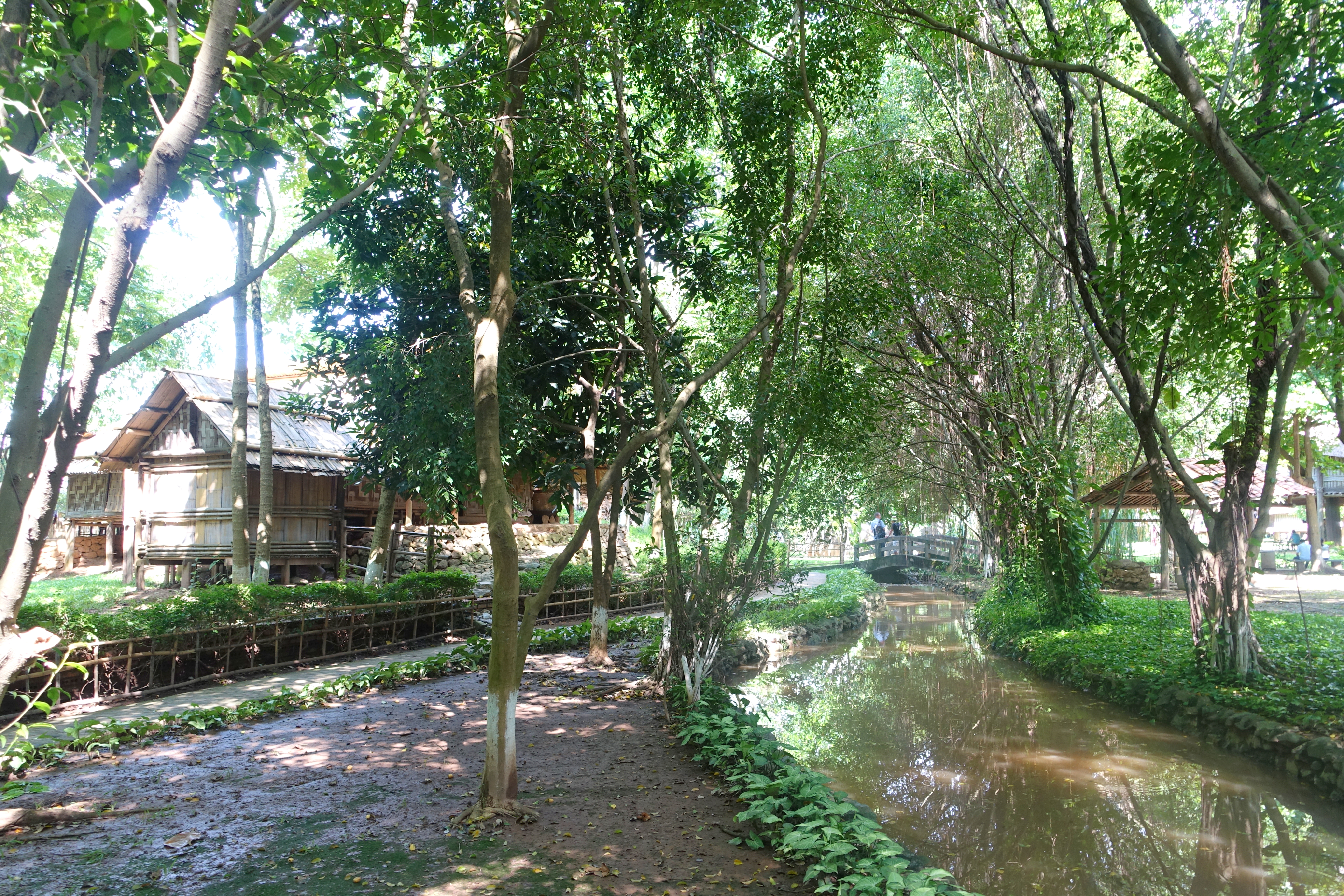
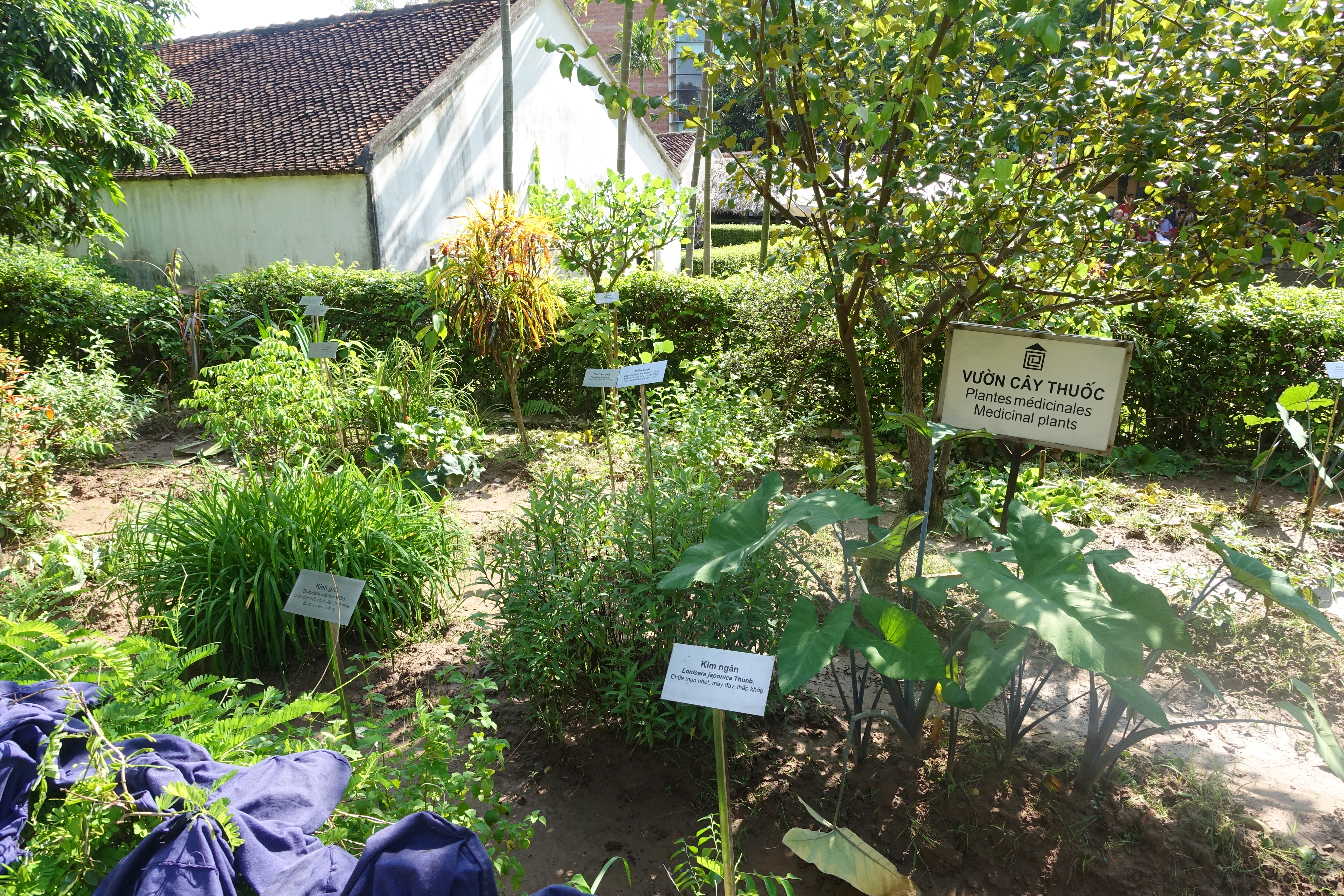